# Rzęśl długoszyjkowa
Rzęśl długoszyjkowa (Callitriche cophocarpa Sendtn.) – gatunek wodnej rośliny należący do rodziny rzęślowatych (Callitrichaceae). Występuje w Europie i zachodniej Syberii. W Polsce roślina dość często spotykana na obszarze całego kraju, a w górach sięgająca po regiel dolny.

## Morfologia

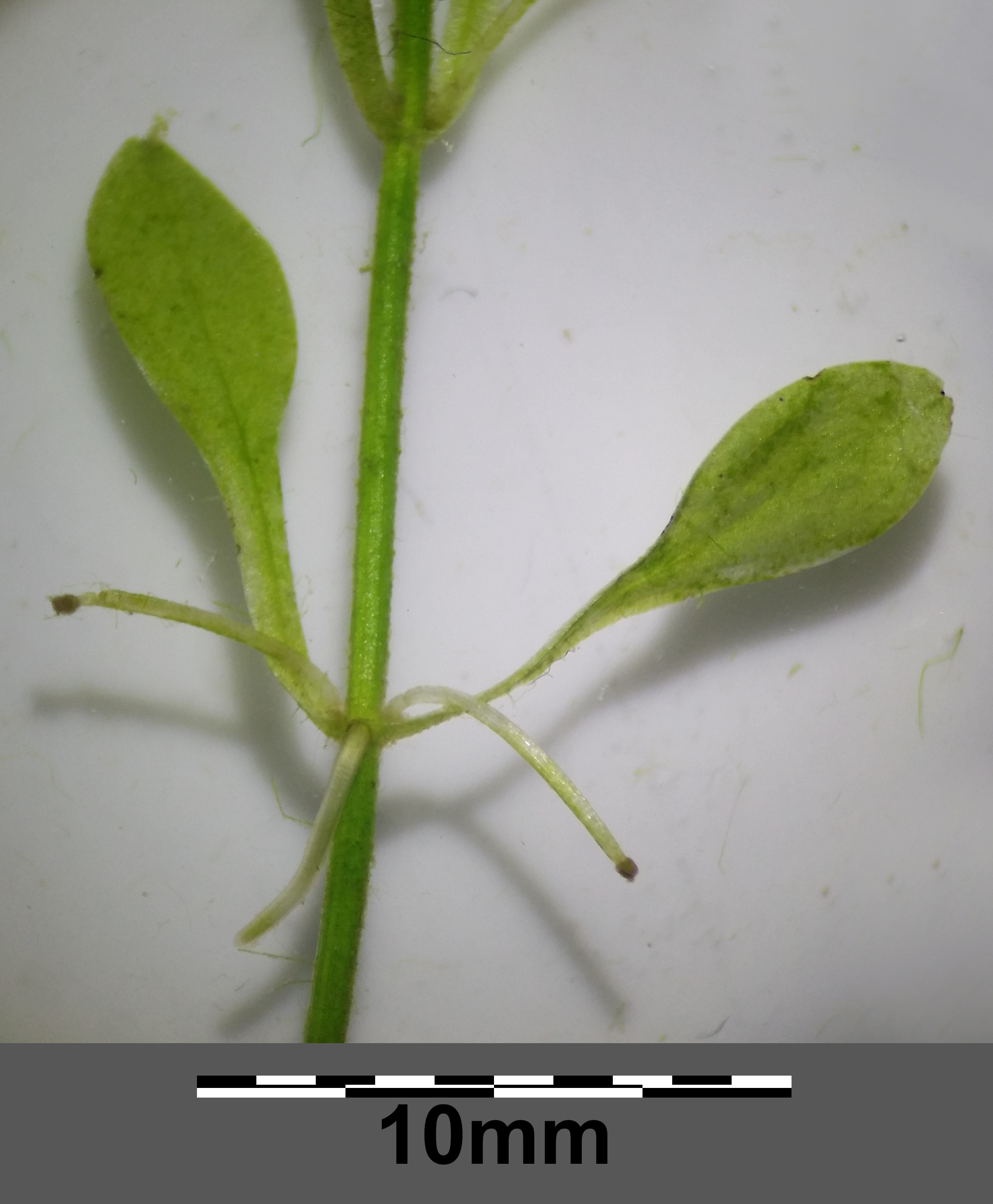
Fragment pędu z kwiatami żeńskimi

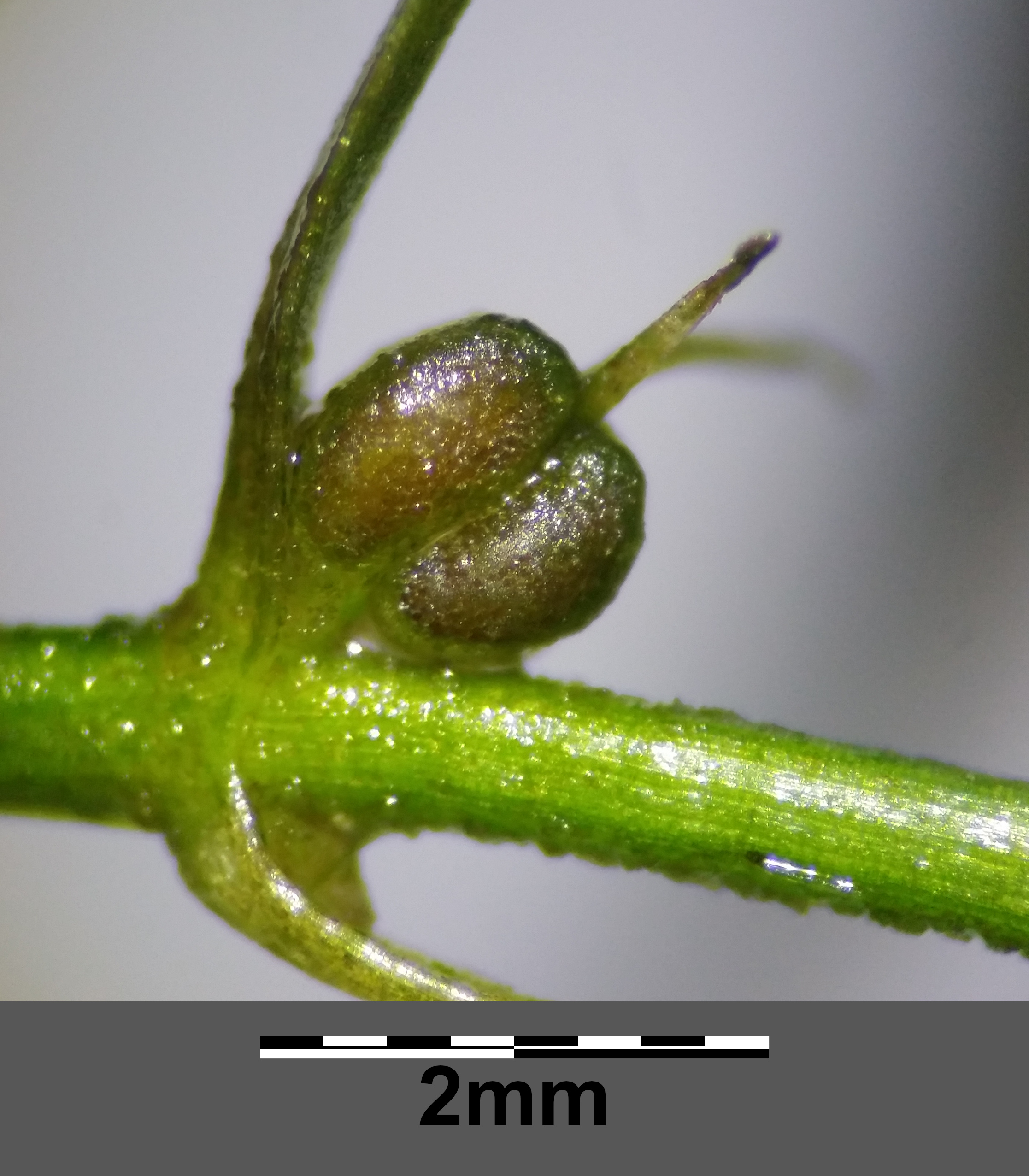
Owoc

ŁodygaOsiąga długość do 50 cm.
LiścieGórne liście łopatkowate, tworzące pływającą różyczkę, trójnerwowe. Liście podwodne równowąskie naprzeciwległe, jednonerwowe.
KwiatyNadwodne wyrastające w kątach pływających liści, rozdzielnopłciowe, pozbawione okwiatu. Kwiat męski z jednym pręcikiem, żeński posiada jeden słupek z dwoma grubymi, wniesionymi szyjkami o długości 3-6 mm.
OwocRozłupnia rozpadająca się na cztery okrągławe rozłupki o szerokości do 1,2 mm.

## Biologia i ekologia
Roślina jednoroczna. Kwitnie od maja do września. Gatunek umiarkowanie światłolubny, występuje w płytkich, średniożyznych wodach stojących bądź wolno płynących. Tworzy wraz z okrężnicą bagienną zbiorowisko w zalewanych zagłębieniach w olsie porzeczkowym. Spotykana ponadto w stawach, rowach, starorzeczach i śródleśnych bagienkach.